# Rho Scorpii
Rho Scorpii (5 Scorpii) é uma estrela na direção da constelação de Scorpius. Possui uma ascensão reta de 15h 56m 53.09s e uma declinação de −29° 12′ 50.4″. Sua magnitude aparente é igual a 3.87. Considerando sua distância de 409 anos-luz em relação à Terra, sua magnitude absoluta é igual a −1.62. Pertence à classe espectral B2IV/V.